# ساتراب
الساتراب أو الساطراف أو الأخشدرفان (باليونانية: σατράπης satrápēs، بالفارسية: ساتراپ، من الفارسية القديمة: xʃaθrapāvā) هو اللقب الرسمي لحاكم المقاطعة في الدولة الميدية ثم الفارسية القديمة. أخذت الدول الهيلينية -وخاصة الدولة السلوقية- هذه التسمية من الدولة الفارسية وتابعت استعمالها كاسم لحكام المقاطعات. ومنها استخدم ساترابية أو ساطرافية للدلالة على المقاطعة المحكومة.
كما أن المؤرخين والرواة العرب استخدموا مصطلح مَرْزَبان لحاكم أو رئيس الفرس وهو في أصل معناه الفارس الشجاع ومنه كانت مَرْزَبة للدلالة على الإمارة أو المقاطعة الفارسية.